# جائزة البرازيل الكبرى 1982
جائزة البرازيل الكبرى 1982 هو سباق فورمولا 1 أقيم بتاريخ 21 مارس 1982 في ريو دي جانيرو. كان الثاني من أصل 16 في بطولة العالم لسباقات الفورمولا واحد موسم 1982. حلّ الفرنسي ألن بروست أولا بينما جاء البريطاني جون واتسون في المركز الثاني وحصل على المركز الثالث البريطاني نايجل مانسيل.